# Out of My League
Out of My League è un singolo dei Fitz and The Tantrums, è stato pubblicato il 7 marzo 2013 come primo estratto dall'album in studio More Than Just a Dream dalla Elektra Records.

## Video
Il video musicale del brano, diretto da Jordan Bahat è stato pubblicato il 23 aprile 2013.

## Tracce
1. Out of My League – 3:31